# شلوخ

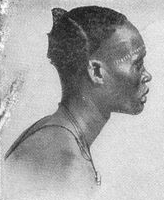
نموذج للشلوخ لدى قبيلة الشلك، عام 1914.

الشلوخ هي عادة سودانية قديمة كانت تجرى للفتاة للدخول إلى مرحلة النضج وفقاً للمعايير الاجتماعية السائدة حينها، وهي جروح ترسم في الخدود على جانبي الوجه أو على الصدغ (طولية أو عرضية). تاريخياً، انفرد السودانيُّون بعادة الشلوخ، وتختلف هذه العادة من قبيلة لأخرى، فيما توجد نفس هذه الشلوخ في جنوب السودان لكنها توضع في الغالب في الجبهة.

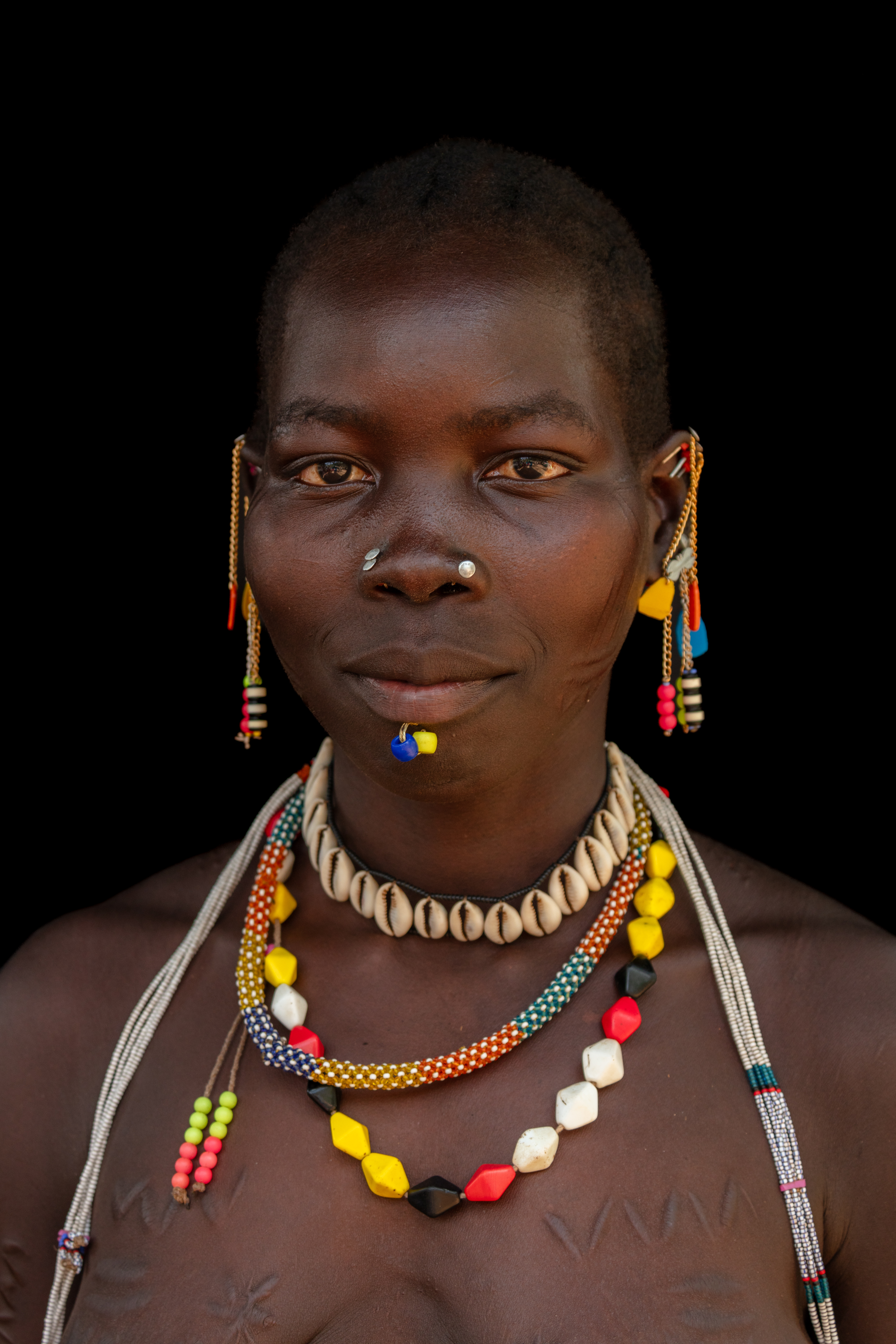
فتاة مشلخة من جنوب السودان

حالياً توقفت هذه العادة إلا في القليل من البقاع الريفية النائية.ويعتقد بأن هذه العادة مرتبطة بتاريخ الرق القديم إذ تعتبر الشلوخ بعدم إمكانية إزالتها بمثابة إثبات انتماء حي لا يقبل خرقه حيث يضعها السودانيون أساساً للتمييز بين قبيلة وأخرى. وتعتبر أيضا مظهر من مظاهر التجميل والزينة لوجه الفتاة على نحو ما كان سائدا حينها، وتقوم بها في الغالب امرأة معينة.. تحمل الموس الحاد وتخطط خط على جبين الفتاة لتكمل ستة أو ثمانية أو عشرة خطوط بطول الخد، حتى تكتمل العملية المؤلمة وسط الصراخ والألم وبعد ذلك تغسل الجروح ويوسع كل واحد منها ثم يلصق عليه القطن المشبع بالمحلبية والقطران ويزداد الألم، وتعاني الفتاة عدة أسابيع من الألم نتيجة للحمى الشديدة وتورم الخدود ويكون سرور الأهل عظيما كلما كانت الشلوخ عميقة وعريضة في خدود البنت اليانعة، وعلى الرغم من خطورة هذه العملية إلا إنها كانت تعتبر ضرورية لزينة وجمال المرأة السودانية وتفيض الأغاني الشعبية لشعراء ذلك الزمن بالنماذج التي تغنت بجمال الشلوخ.
وهي عادة في الأصل نوبية وانتشرت في الفترة المسيحية وكان القصد بها في بادئ الأمر تعميد للطفل بالكي بالنار ظانين انها ممارسة تحقق التعميد المسيحي والتكفير عن الخطايا.
ولفظة «الشلخ» وردت في تاج العروس بين جواهر القاموس، وفيها أن الشلخ هو الأصل والعرق (ونجل الرجل)، والشلخ عند العامة لحاء الغصن والشجرة.

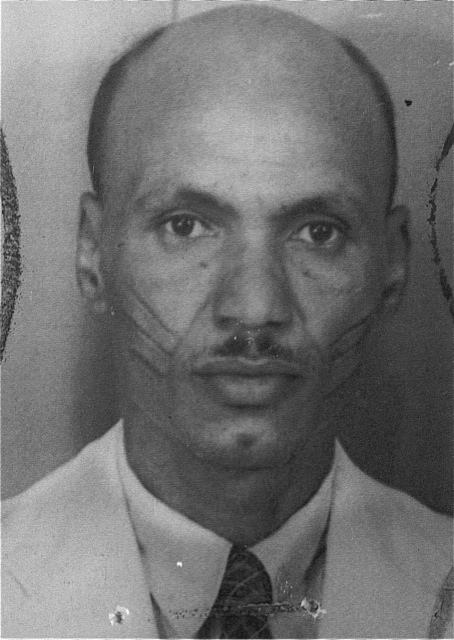
2

عرفت الشلوخ في الجزء الشمالى من السودان خاصة في بلاد النوبة منذ العهد المروى (750 م - 350) إذا اكتشف علماء الاثار بعض التماثيل والنقوش لاشخاص مشلخين ترجع إلى ذلك العهد نجد أن المناطق الشمالية الأكثر تمسكاً بهذه العادة، تنتشر الشلوخ ذات الخطوط العمودية الثلاثة وكذلك الخطوط الأفقية، وهذه الشلوخ منتشرة في هذا الوقت عند قبيلة (المحس) وشلوخهم طويلة ورفيعة، وعند قبيلتي (الدناقلة والبديرية) تكون الشلوخ طويلة وعميقة وعريضة تملأ سائر الخد.
وفي واقع الأمر؛ فإنه مع التزام القبيلة بشلخ واحد على صورة معينة؛ فإن الشكل النهائي لذلك الشلخ يختلف في بعض تفاصيله عن بطن لآخر وحتى بين أفراد الأسرة الواحدة ويرجع ذلك إلى الطريقة التي يختارها (الشلاخ) من يقوم بعملية الشلخ، وعادة ما تجري الشلوخ للذكور في سن مبكرة لا تتجاوز الخامسة على الأرجح وتؤخر قليلا عند الإناث حتى تتفتح معالم الوجه ويكتنز لحماً حيث يسهل على (الشلاخ) اختيار الصورة المناسبة للشلخ.

## الشلوخ المشهورة في السودان
الشلخ ذو الثلاث خطوط عمودية، وهو ينتشر عند قبيلة (الجعليين) في شمال السودان، وكذلك هناك شلخ (السلم) ذو الدرجة الواحدة وهو كالحرف (H) بالحروف الإنجليزية، ومن شلوخ الجعليين أيضاً (الواسوق) وهو كالحرف (T) ويسميه البعض (درب الطير)، وقد اكتسب هذا الشلخ مفهوماً طائفيًّا فيما بعد.
وتنفرد قبيلة (الشايقية) في السودان بشلخ خاص بهم وهو عبارة عن ثلاثة خطوط أفقية متوازية يمتد أوسطها من عند الفم حتى أقصى الخد. أما قبيلة (العبدلاب) في شمال السودان الغربي فلنسائها شلخ خاص بهن، عبارة عن ثلاثة خطوط عمودية تسند على خط أفقي يسمى «العارض»، ومن نساء قبيلة العبدلاب انتقل العارض إلى المناطق الأخرى حيث فضلته كثير من النساء على سواه لجمال منظره.
وفي المنطقة الوسطى من حوض وادي النيل انتشرت الشلوخ ذات المدلول القبلي ثم انتقلت إلى بعض الأقاليم الأخرى عندما هاجر ممثلو القبائل سعياً وراء الرزق والتجارة فحملت الشلوخ معها ومنها انتقلت لمجموعات على سبيل التقليد أو نتيجة الاختلاط وارتباط عادة الشلوخ بأنها مؤشر قبلي، ما لم يقلل من المضمون الجمالي للشلوخ، خاصة عندما قلت الحاجة للتمييز بين القبائل لاستتباب الأمن ونتيجة التداخل بين جماعاتهم القبلية، اكتسبت الشلوخ مفاهيم جديدة، منها الجمالي ومع أن النساء كن في مبدأ الأمر يلتزمن بتلك الشارات القبلية كالرجال تماماً، إلا أن قلة تعرضهن للأخطار وهن في (الحضر) وعدم خروجهن خارج حمى القبيلة جعل الاحتفاظ بالشلوخ ذات المفهوم القبلي أقل ضرورة لهن.
ولكن تجريح خدود النساء بتلك العلامات القبلية مع ما تحدثه من تشويه لخلقة الخالق، قد خلقت نوعاً من الاعتقاد بين عامة الناس بأنها تضفي حسناً وجمالاً على المرأة بل تكسب وجهها سحراً.

## معرض الصور

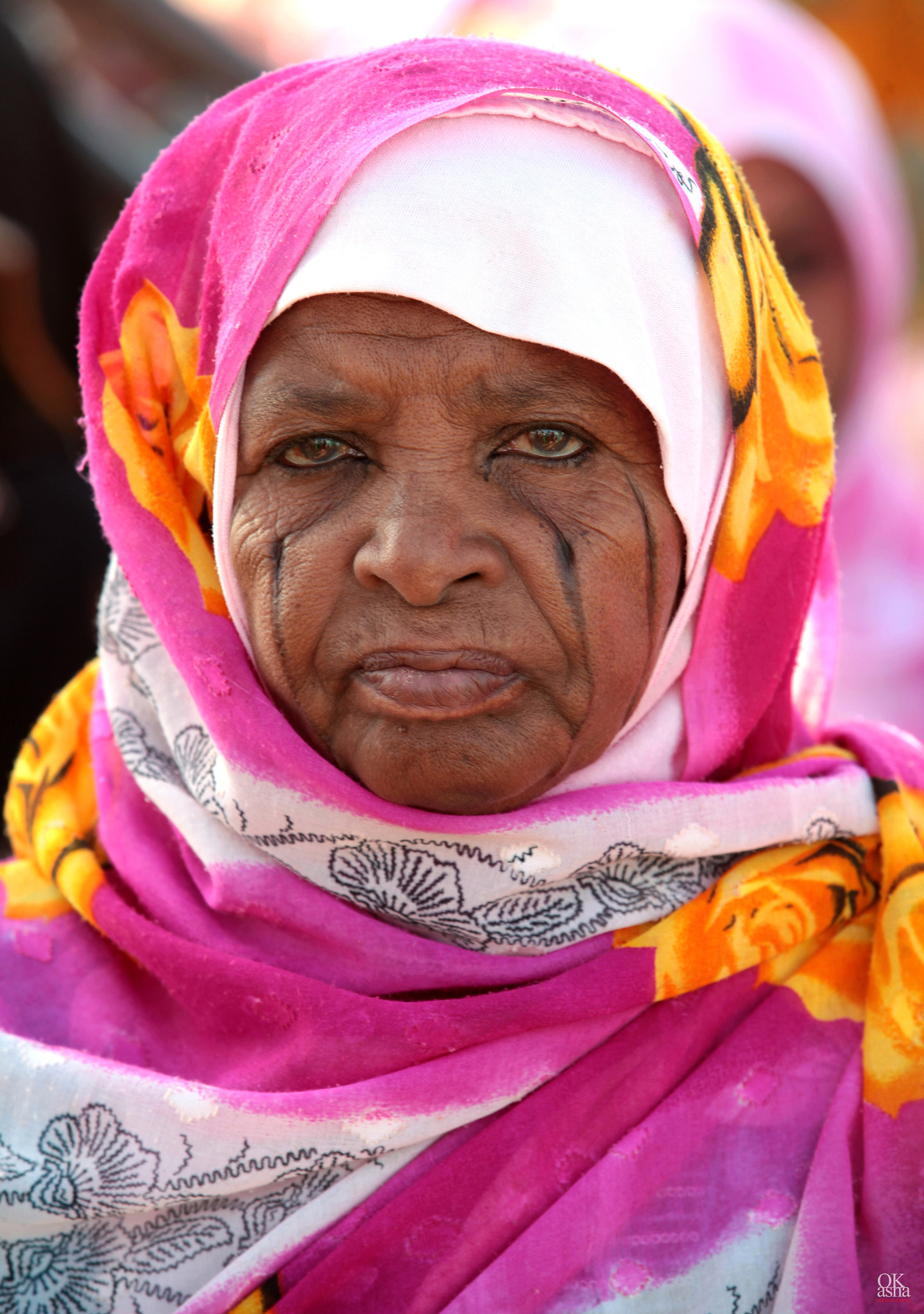
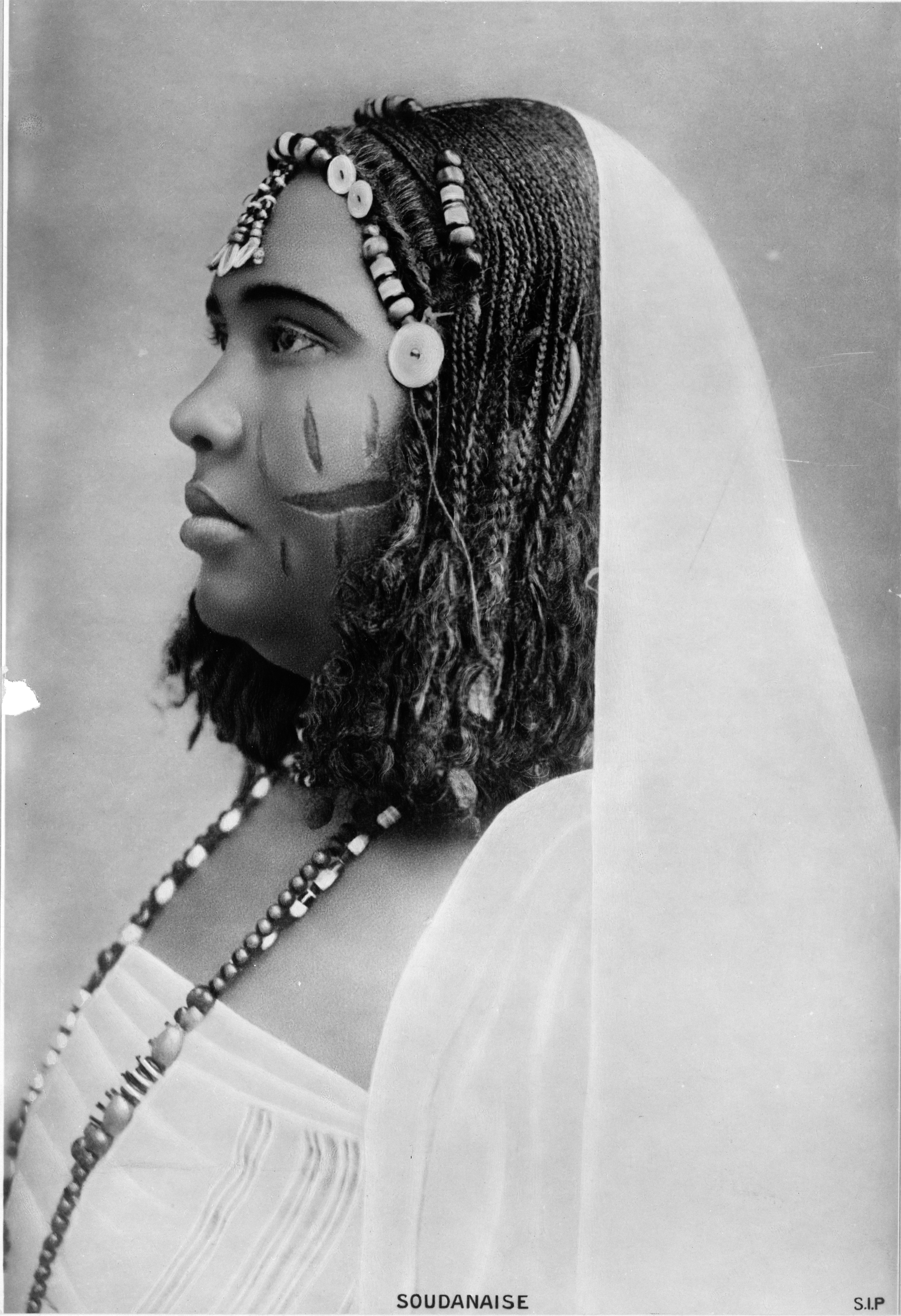